# List of Prokaryotic names with Standing in Nomenclature
List of Prokaryotic names with Standing in Nomenclature або LPSN [Архівовано 4 лютого 2020 у Wayback Machine.] (укр. Список прокаріотичних назв з положенням в номенклатурі) — онлайн-база даних, що зберігає інформацію про найменування та таксономію прокаріотів, дотримуючись таксономічних вимог та постанов Міжнародного кодексу номенклатури прокаріотів. База даних курувалася з 1997 року до червня 2013 року Жаном П. Езебі (фр. Jean P. Euzéby). З липня 2013 року до січня 2020 року, LPSN курувався Ейданом К. Парте (Aidan C. Parte.).
У лютому 2020 року LPSN був інтегрований із сучасною службою Прокаріотичної номенклатури Лейбніцького інституту НКМКК — Німецької колекції мікроорганізмів та клітинних культур GmbH (англ. Leibniz Institute DSMZ - German Collection of Microorganisms and Cell Cultures GmbH; нім. Leibniz-Institut DSMZ-Deutsche Sammlung von Mikroorganismen und Zellkulturen GmbH).